# بطولة ويمبلدون 1932
قائمة ببطولات ويمبلدون لسنة 1932:

## فردي رجال
إلسورث فاينيس هزم  هنري ويلفرد أوستين . النتيجة: 6-4 6-2 6-0

## فردي سيدات
هيلين ويلز موودي هزمت  هيلين هول جاكوبز. النتيجة: 6-3, 6-1